# Marmosa demerarae
Marmosa demerarae — південноамериканський сумчастий з родини Didelphidae. Його ареал включає Центральну Колумбію, Венесуелу, Французьку Гвіану, Гаяну, Суринам, Східне Перу, Північну Болівію та Північну Бразилію. Раніше його відносили до роду Micoureus, який у 2009 році був виділений у підрід.

## Середовище
Зазвичай він мешкає в тропічних вологих лісах нижче 1200 метрів над рівнем моря, як-от в Андах та навколишніх низовинах. Його часто можна знайти на плантаціях або інших порушених ділянках, а також у вічнозелених лісах. Вид є відносно поширеним, не переносить надмірного втручання людини в навколишнє середовище, а також зустрічається в різних охоронних зонах.

## Характеристики
Вид досягає довжини голови й тулуба від 15 до 21 см, довжини хвоста від 19,5 до 27,4 см та ваги від 62 до 130 г. Хвіст становить приблизно 130 % довжини голови й тулуба. Перші 3–5 см хвоста густо вкриті волоссям, решта — безволосі. Безволосий відділ хвоста сіро-коричневий, з білим кінчиком. Спина та боки тіла сіро-коричневі з жовтуватим відтінком. Очі оточені чорними кільцями навколо очей, а щоки яскраво-помаранчеві. Хутро на животі сіре або сіре з помаранчевим відтінком. Лапи жовтуваті, а вуха коричневі та безволосі. Самці та самиці також відрізняються розміром та формою черепів. У самиць одинадцять сосків, по п'ять з правого та лівого боків і один посередині, але без мішка.

## Спосіб життя
Вид переважно деревний, добре та швидко лазить по деревах, стрибає з гілки на гілку й живе на деревах та ліанах на висоті від одного до 25 метрів. Це одинокі тварини, агресивні до своїх родичів. Вони харчуються тваринною їжею (наприклад, жуками, жалючими комахами та перетинчастокрилими), фруктами та нектаром. Самиці народжують від шести до одинадцяти дитинчат у виводку. У неволі особини будували гнізда з паперових смужок, зібраних хвостами.